# زانکت آیگد ام نوالد
زانکت آیگد ام نوالد (به آلمانی: Sankt Aegyd am Neuwalde) یک منطقهٔ مسکونی در اتریش است که در ناحیه لیلینفلد واقع شده‌است. زانکت آیگد ام نوالد ۲٬۳۴۴ نفر جمعیت دارد.